# Fritillaria euboeica
Fritillaria euboeica är en liljeväxtart som beskrevs av Edward Martyn Rix. Fritillaria euboeica ingår i Klockliljesläktet och i familjen liljeväxter. IUCN kategoriserar arten globalt som sårbar. Inga underarter finns listade.